# Distrito de Sans-Montjuich
El distrito de Sans-Montjuich (oficialmente en catalán; districte de Sants-Montjuïc) es el tercero de los diez distritos en que se divide administrativamente la ciudad española de Barcelona. Se sitúa en la parte sur de la ciudad y limita con los municipios de Hospitalet de Llobregat y el Prat de Llobregat, y los distritos de Las Corts, Ensanche y Ciudad Vieja.
Es el tercer distrito más poblado con 180 020 habitantes (2005), el primero en extensión (21,35 km²) al incluirse el Parc de Montjuïc y la Zona Franca-Puerto de Barcelona y noveno en densidad (8320 hab./km²) por la misma razón.

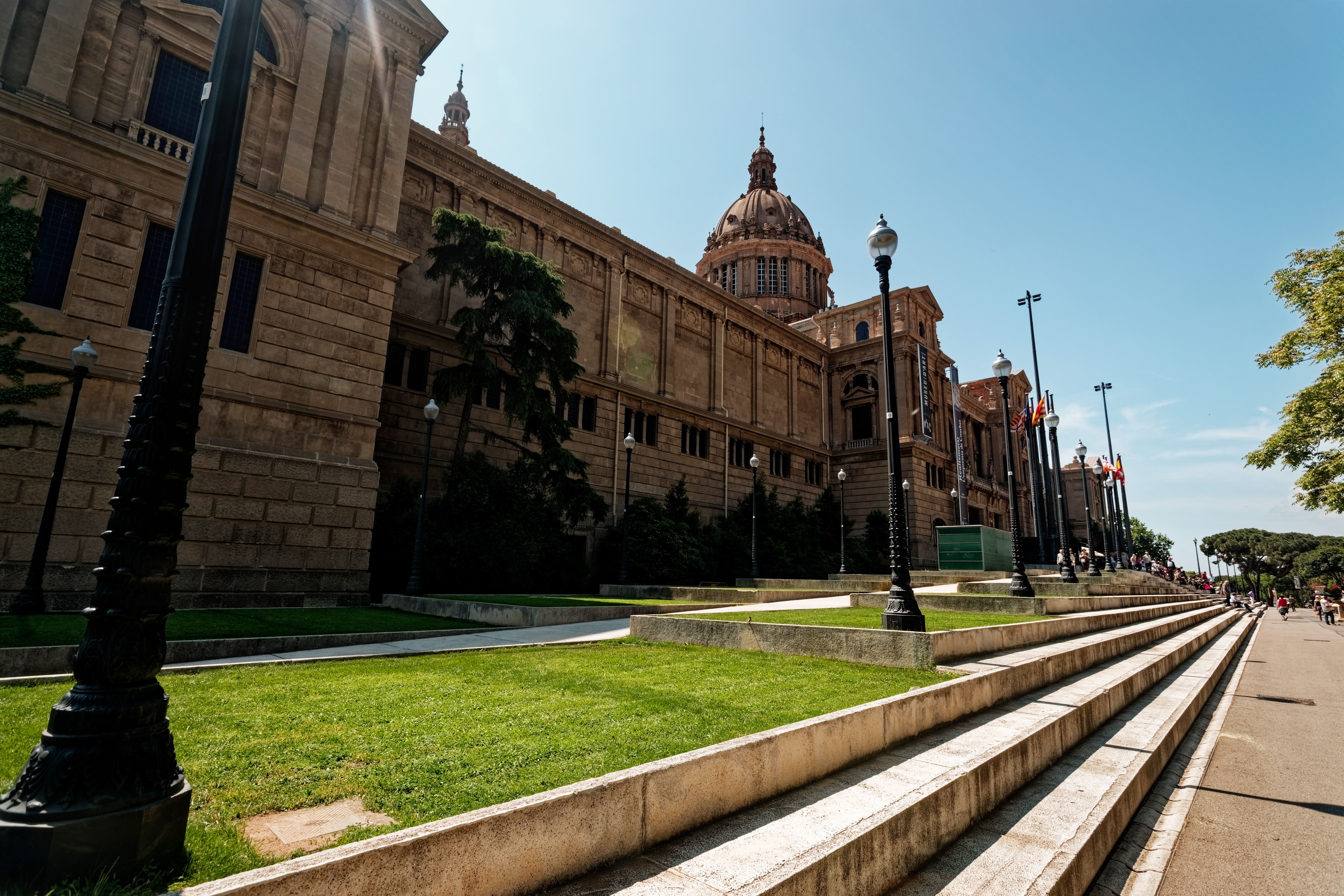
El Palacio Nacional sobre la montaña de Montjuïc.

El territorio se fracciona en los barrios de Sans, Sans-Badal, La Bordeta y Hostafrancs por encima de la Gran Vía, y por Pueblo Seco (que engloba el parque de Montjuïc), La Marina de Port, La Font de la Guatlla y La Marina del Prat Vermell (que engloba la Zona Franca-Port) por su lado litoral.
Dentro de los límites del barrio se encuentra la calle de la Creu Coberta, famosa por sus múltiples comercios. El instituto Emperador Carles y el colegio Joan Pelegrí se encuentran allí, así como la Institución Montserrat.